# Climacia amalla
Climacia amalla is een insect uit de familie sponsvliegen (Sisyridae), die tot de orde netvleugeligen (Neuroptera) behoort. 
Climacia amalla is voor het eerst wetenschappelijk beschreven door Flint in 1998.